# Mil veces buenas noches
Mil veces buenas noches es una película dramática noruego-irlandesa de 2013 dirigida por Erik Poppe y protagonizada por Juliette Binoche, Nikolaj Coster-Waldau, Maria Doyle Kennedy, Larry Mullen Jr. y Mads Ousdal.

## Resumen del argumento
Rebecca (Binoche) es una fotoperiodista obsesionada con realizar reportajes desde zonas de guerra que se encuentra documentando a un grupo de terroristas suicidas mujeres en Afganistán. Ella acompaña una de las terroristas suicidas a Kabul, donde resulta herida de gravedad después de que la bomba explotara antes de que se pudiera alejar. Mientras se recupera en su casa en Irlanda, su esposo Marcus (Coster-Waldau) y su hija Steph (Lauryn Canny) la confrontan y la obligan a elegir entre su trabajo o su familia y Rebecca elige dejar de cubrir zonas de guerra.
Steph siente curiosidad por las fotografías de su madre y se interesa en el trabajo humanitario en África, por lo que Rebecca le propone realizar un viaje a un campo de refugiados en Kenia. Marcus, a pesar de estar inicialmente en contra de la idea, acepta siempre y cuando no haya peligro durante el viaje. Una vez que Rebecca y Steph están en el campo de refugiados, un grupo armado realiza un asalto y, después de poner a su hija a salvo, Rebecca se queda en el campo para documentar el ataque.
Aunque inicialmente, madre e hija ocultan la verdad de lo sucedido a Marcus, este los descubre y echa a Rebecca de la casa. Ella decide regresar a Afganistán, pero antes asiste a una presentación escolar que realiza su hija sobre el viaje a Kenia, la cual termina con Steph diciendo que hay niños que necesitan más a su madre que ella. De vuelta en Afganistán, Rebecca continúa documentando al grupo terrorista del inicio de la película, pero en esta ocasión una adolescente de la misma edad de Steph es quien va a llevar la bomba. La película termina con Rebecca y una compañera periodista de rodillas llorando mientras el carro en el que va la joven se aleja.

## Producción
El filme tiene elemento autobiográficos, ya que Poppe trabajó como fotoperiodista en los años 1980 cubriendo conflictos en América Central, el Medio Oriente y en el Sudeste Asiático. La mayoría del filme fue filmado en Marruecos y fue financiado por la Irish Film Board y el Norsk filminstitutt.

## Recepción
La película recibió críticas mixtas. Rotten Tomatoes reportó que 74% de los críticos le dieron reseñas positivas al filme, basado en 47 críticas con un puntaje promedio de 6,1/10. Metacritic reportó un puntaje de 57 de 100 basado en 22 críticas.
The Hollywood Reporter describió al filme como un «drama conmovedor que es aún más llamativo por los elementos autobiográficos honestos» y alabó la «actuación compleja» de Binoche diciendo que «merecía atención particular». Variety publicó que la película era una «historia fascinante sobre una fotoperiodista dividida entre su relación apasionante con su trabajo y su compromiso con su familia preocupada» y también comentó que «Poppe, evitando con destreza el sermón melodramático y de los valores de la familia, infunde la cinta con una resonancia emotiva enorme, usando brillantemente como base a su actriz principal».
Montreal Gazette por su parte criticó negativamente al filme, escribiendo que estaba «maniatado por un guion poco consistente» que declama «trivialidades sobre el deber fotoperiodístico y la complacencia de los medios frente a la guerra» y que la película «se mete en un melodrama familiar muy convencional».
La película ganó el Gran Premio Especial del Jurado en el Festival Internacional de Cine de Montreal de 2013.